# Национална уставотворна скупштина
Национална уставотворна скупштина краљевине Француске (фр. Assemblée nationale constituante) формирана је од Народне скупштине 9. јула 1789. године. Постојала је до 30. септембра 1791. године када је замењена Законодавном скупштином. 

## Настанак
До раскида између аристократије и буржоазије 1789. године долази због одлуке париског парламента да се државни сталежи убудуће редовно сазивају и буду састављени према формули усвојеној 1614. године. Народне масе покренуле су свој захтев: захтев за двапут већим бројем посланика трећег сталежа. Требало их је бити исто колико и посланика прва два сталежа заједно. Некер је 1788. године предложио скупштини првака овај предлог. Они, наравно, нису пристали. Некер је закључио да је жеља трећег сталежа национална жеља. Сијес тада објављује свој памфлет „Шта је трећи сталеж“ у ком пише: „Шта је трећи сталеж? Све. Шта је био до сада? Ништа. Шта тражи? Да постане нешто“. Показатељ незадовољства трећег сталежа покрај „старог поретка“ су и многобројне књиге жалби (око 60.000 сачуваних). Писали су их и свештеници и племство. Сви траже устав који би ограничио краљеву власт, измену фискалног система, реформе судства и кривично законодавство. За скупштину заказану 1. маја 1789. године свештенство је имало 291 посланика, племство 270, а трећи сталеж 578. Краљ их је примао у посебним кабинетима. Свештенство је примљено у краљевом кабинету, племство уз одређени церемонијал, док су посланици трећег сталежа примљени у краљевој спаваоници. Прва седница одржана је 5. маја. Некер је изложио свој извештај у уводном говору у коме није било ни речи о проблему гласања. Трећи сталеж био је незадовољан. Проблем се састојао у томе да се гласало по сталежима. Свештеници и племићи имали су једнака гледишта те су увек могли надгласати трећи сталеж. Посланици трећег сталежа тражили су промене система гласања. Одбили су да се окупе у засебном посланичком дому. Њихови захтеви одбијени су гласањем свештенства и племства. Луј XVI се одлучио на отпор против непокорног трећег сталежа. На јутро, 20. јуна, посланици су затекли затворена врата своје дворане Менус у којој су се окупљали. Посланици се повлаче у дворану Же де Пам (тениски терен) где су сви дали заклетву да се неће разићи док се не донесе нов устав. Велики број свештеника стао је на њихову страну на заједничком заседању у дворани Сент Луис. Углавном је то ниже свештенство. Пришла су им и два припадника племства која су дочекана аплаузима. Луј им је наредио да се разиђу и заседају одвојено што је поткрепио и претњама. Свештенство и део племства се разишао. Трећи сталеж је одбио. Краљ је наредио телесној гарди да их растера, али су Ла Фајет и остали одбили. Била је то победа трећег сталежа и отворена побуна. Убрзо се ређају његове победе. Трећи сталеж позива преосталу мањину свештенства и већину племства да им се придружи против краља. Уставни комитет формиран је 7. јула, а два дана касније се прогласио за Народну скупштину. Правна револуција је довршена без употребе силе, захваљујући буржоазији, нижем свештенству и либералном племтву. Народ још није ступио на позорницу. 

## Седница скупштине од 4. августа 1789. године
"Велики страх" приморао је скупштину да се позабави питањем феудалног поретка. Сагласила се да феудалне обавезе представљају власништво посебног типа, често приграбљено силом или незаконито. Стога је наредила да се провере повеље које сведоче о обавезама. На истој седници (3. август) укинуто је племићко право на лов, властелински судови, продаја звања, црквена десетина. Претварајући се да је сагласан, Луј је прогласио „обнову француске слободе“. Међутим, извршење није било лако. Сељак је ослобођен, али не и његова земља што значи да мора плаћати даће док се не откупи. Многи су били сувише сиромашни да би се могли откупити. Упркос томе, одлуке од 3. августа срушиле су стари друштвени поредак. Сви Французи од тада имају иста права и дужности, могли су доћи на све положаје и плаћали су исти порез. Следећег дана Скупштина донела је одлуку о потреби доношења Декларације која би претходила уставу. Декларација треба да буде заснована на правима човека и да их штити. Декларација права човека и грађанина донета је 26. августа. Она је поставила темеље новог друштвеног поретка. Распоред посланика на овој скупштини довео је до настанка термина „левица“ и „десница". 

## Левица и десница
Скупштина се такође организовала. Сместила се у дворану Манеже. Сваки грађанин могао је доћи у скупштину. Скупштина није била јединствена већ су се оцртавале разне групе, мада се не могу сматрати странкама у данашњем смислу те речи. Постојале су, пре свега, две велике групе. Прву су чиниле аристократе, присталице „старог поретка“, а другу родољуби, бранитељи новог поретка. Ове две групе делиле су се у више мањих групација. Крајњи десничари били су „Црни“ или „аристократи“, имали су сјајне говорнике, финансирани су од стране двора, бранили су их многи листови. Монархисте је предводио Муније који после октобарских борби напушта Уставотворну скупштину. Монархисти, заједно са Црнима, покушавају да зауставе ток револуције. Конституционалисти су представљали интересе буржоазије. Били су присталице умерене монархије. Представљао их је Ла Фајет, а чинила их је буржоазија и клер, односно највећи део оних који су револуцију и покренули. Тријумвират је седео са леве стране. Сачињавали су га Барнаве, Ду Порт и Александар де Ламет, либерали, који крајем 1790. године прилазе десничарима. Крајњу левицу чинила је демократска група. Издвајају се Бузо, Петјон и Робеспјер. Бране интересе народа и захтевају опште право гласа. Патриоти су се солидно организовали. Састају се још од 1789. године у доминиканском манастиру Светог Јакова у улици Сент Хоноре под именом „Друштво пријатеља устава“. Познатији су као јакобинци. Јакобинци привлаче и клубове покрајинских градова. Клуб фејантинаца (Ла Фајетова странка) одваја се од Јакобинског клуба 1791. године. То су учинили наметањем високе чланарине коју припадници средње буржоазије нису могли плаћати. Кордиљерски клуб или Друштво пријатеља права човека основан је априла 1790. године. У њему се истичу Жан Пол Мара и Жорж Дантон. 

## Декларација о правима човека и грађанина и устав из 1791. године
Усвојена је већ 26. августа 1789. године. Декларација представља темељ новог поретка. Садржи седамнаест чланова који одређују суштину права човека и права народа. Узор је имала у америчким декларацијама донетим током рата за независност. Права човека припадала су му пре сваког друштва, она су природна и незастарива; људи се рађају, остају слободни и једнаки у правима (1. члан), а та права су слобода, својина, сигурност и отпор угњетавању (2. члан). Народ је суверен (3. члан), а слобода нема граница, сем слободе других људи (4. члан). Сви грађани имају право учешћа у доношењу закона (6. члан). Слобода је пре свега слобода личности, лична слобода, јамство против оптужби и самовољног хапшења (7. члан). Људи могу говорити, писати и штампати шта желе (10. члан), уз право државе да спречава злоупотребу (11. члан). Порез је неопходан и мора бити разрезан на грађане у складу са њиховим могућностима (13. члан). Право контроле јавних финансија имају грађани преко својих представника (14. и 15. члан). Католичка вера је државна религија, док су протестантизам и јудаизам приватна вера. Грађанска права протестанти су стекли тек децембра 1789. године, а Јевреји јануара следеће године. Ропство је укинуто у Француској, али је задржано у колонијама. Уставотворна скупштина лишила је обојене људе грађанских права. Ле Шапељеов закон из 1791. године забрањује штрајкове. Грађани су разврстани у три категорије: пасивни (немају бирачко право јер немају својину, око 3 милиона Француза), активни (плаћају директан порез и учествују у локалним скупштинама, око 4 милиона Француза) и бирачи (по један на 100 активних грађана, у Француској око 50.000, плаћају већи порез и учествују у скупштинама департмана). 
Одбор од 30 чланова за припрему устава формиран је већ 7. јула 1789. године. Раправа о коначном тексту почела је августа 1791. године. Устав из 1791. године изгласан је 3. септембра. 

## Реформе Уставотворне скупштине
Народна скупштина имала је решити два велика проблема: финансијски и верски. Како би решила први проблем, Уставотворна скупштина је одлучила да стави црквена добра нацији на располагање. Створена је Ванредна благајна која се пунила углавном новцем од продаје црквене имовине. Чланови Уставотворне скупштине никако се нису непријатељски односили према католичкој цркви. Чак ни најсмелији теоретичари 18. века нису замишљали поредак у коме би црква и држава биле одвојене. Међутим, реформа француске цркве била је нужна. Уставотворна скупштина доноси одлуку којим укида монашке редове. Јула 1790. године Уставотворна скупштина усвојила је Грађански устав свештенства. Устав је прихватио само део свештенства. Аристократија је одбијала да прихвати нови поредак. Спремао се грађански рат. Жетва је 1790. године била одлична што је донекле смирило ситуацију. Официри који нису емигрирали све више су били погођени реформама Уставотворне скупштине. Пред скупштином се поставило питање како отети краљевску војску од утицаја аристократије ако се војска не понароди. Прихваћене су привремене мере као што је повећање плата, административне и дисциплинске реформе. Робеспјер је указивао на овај проблем: „Уништили сте племство, а оно се и даље налази на челу војске“. Ла Фајет је у побунама војника стао на страну заповедника. Побуна у Нансију силом је угушена. 